# Bailey Pickett
Bailey Pickett (Kettle Corn, 14 de fevereiro de 1995) é uma das principais personagens da série original do Disney Channel The Suite Life on Deck, interpretada pela atriz Debby Ryan.
Bailey é uma garota simples vinda de KettleCorn que conseguiu uma vaga no "Colégio Sete Mares", localizado dentro do navio S.S. Tipton. Divide seu quarto com London Tipton e estuda na mesma classe que seus novos amigos Zack, Cody, London e Woody. No final da 1 temporada e na 2 temporada inteira namora com Cody Martin. No final da 2 Temporada, no episódio: "Break Up In Paris" eles se separam e só voltam no episódio triplo da 3 Temporada: "Twister". Ela revela a Cody, no episódio "Flowers and Chocolates" que se ele quisse e tivesse dito a ela, ela realmente "fingiria" ser a namorada dele e deixaria Barbara com ciúmes. No Episódio "A London's Carol" é revelado que Cody e Bailey seriam futuro marido e mulher e estariam muitos anos juntos. Tem seis irmãs mais velhas e três mais novas, mas nunca apareceu nenhuma delas. Ela tem um mapa do mundo, onde tem países coloridos, isso significa os países que passaram durante o navio e os lugares onde London a insultou. Ela foi vencedora (e nomeada Miss S.S. Tipton) do concurso de beleza no navio, criado inicialmente por Zack, para que ele, Marcus e Woody conheçam garotas. No Episódio "Frozen" o estilista favorito de London, Arturo Vitalli, cria uma linha de roupas inspirado nas roupas de Bailey chamado "Hick Chic". No Episódio "Can You Dig It?" Cody revela que a comida preferida de Bailey é galinha caipira e ela sente cócegas quando Cody pega na sua orelha esquerda. No episodio final da série, "Graduation On Deck" é revelado que Bailey foi aceita na faculdade de Yale, e Cody não. Bailey diz que não vai a Yale sem Cody, mas ele a convence a desistir da ideia, que eles vão se ver durante um torneio de matemática de Cody. Mas, ao contrário de Zack e Maya, eles não rompem o relacionamento e declaram que se amam.

## História da Personagem
Bailey é uma garota de Kettlecorn, Kansas. Enquanto vivia na fazenda, Bailey sonhava em explorar e conhecer o mundo e por isso resolve entrar no "Colégio Sete Mares". Em seu primeiro dia no cruzeiro, Bailey se veste de garoto e usa seu nome como masculino, pois não havia mais vagas para meninas no S.S Tipton.
Assim ela acaba dividindo o quarto com Zack. No começo, Zack desgostava de Bailey porque ela era obcecada por higiene, fazendo comentários como "Você é pior que o meu irmão". E mesmo depois de descobir acidentalmente que Bailey é uma garota, Zack promete guardar segredo e os dois logo tornam-se grandes amigos. 
London não queria dividir seu espaço com ninguém, então ela suborna sua colega de quarto para que a mesma fosse embora. O plano não funciona coforme o esperado, pois a verdadeira identidade de Bailey é descoberta e ela torna-se colega de quarto de London.  Bailey fica encantada de ser parceira de London Tipton, mas London ainda prefere estar sozinha. Enfadada pela ideia de permanecer no S.S. Tipton, London foge para a Ilha dos Papagaios, abandonando Bailey, que se sente culpada por seu desaparecimento.
Durante sua aventura em Ilha dos Papagaios, em onde tiveram que atracar duas vezes, pois na primeira vez London acabou sendo presa, porque foi seu pai quem destruiu o turismo da ilha quando devastou todas as árvores, Bailey consegue um porco como animal de estimação, e o chama de Porkers. É esse mesmo porco que tira todos da cadeia ao descobrir o local onde o policial guardava a chave. Quando conseguem voltar ao S.S Tipton, London aceita ser um pouco mas amável com Bailey. Inclusive ela passa a acompanhar London em suas inúmeras compras. No entanto, apesar da amizade entre as duas, London envergonha Bailey constantemente, devido ao estilo humilde e caipira da moça. Bailey contou a Cody no episódio "Flores e Chocolate" que seu grupo sanguíneo é O negativo. No episódio "O Rim do Mar", ela e London organizam uma competição de inteligência entre Porkers e a cadela de London, Ivana, e é revelado que Bailey foi líder de torcida em seu antigo instituto em Kettlecorn quando os Porkers ganharam e Bailey fez um dança da vitória em sua honra. No episódio "Pra Você Boo", London envergonha Bailey dizendo aos espectadores de seu show por internet que as roupas de Bailey parecem um paraqueda. No mesmo episódio, London diz a seus espectadores que Bailey ronca. No episódio "Muita Palha Por Nada" Bailey parece sentir algo por Cody no final do episódio. Em "Quando Em Roma...", ela diz que uma "grande cidade" é "qualquer lugar onde o prefeito não é um ganso". Em "Dançarinas Do Show", Bailey recebe seu primeiro castigo em toda sua trajetória escolar.

## Personalidade
Assim como Cody, Bailey é muito inteligente. Na segunda temporada começa a namorar com Cody. A Senhorita Tutweiller comentou que sua redação era a mais impressionante da turma, para desgosto de Cody. Ela é amigável, otimista, alegre e geralmente fica muito impressionada com o mundo ao seu redor, apesar de London Brenda Song chamá-la de mal vestida e irritante. Bailey também possui um amor profundo por animais. Ela também é muito honesta e se sente culpada quando engana ou mente para alguém. Ela é fã de Hannah Montana e Jordin Sparks.